# 이누키 카나코
이누키 카나코(일본어: 犬木 加奈子 이누키 가나코[*])는 일본의 공포 만화가이다.
1987년 고단샤 《쇼죠후란도》 증간 《우메즈 가즈오 특별판》에 〈오루스반〉(おるすばん)으로 데뷔하였다. 대표작으로는 《학교가 무섭다》라는 제목으로 OVA화된 《부키타군》, 도에이에서 《이상한 다타리짱》으로 영화화한 《학교괴담》 등이 있다. 작품의 일부가 홍콩, 대만, 한국 등 동북아시아에서도 발행되고 있다.
오사카 예술 대학 캐릭터 조형학과의 객원 교수로 활동하고 있다.